# Llista de medallistes olímpics de surf de neu
Aquesta és una llista dels medallistes olímpics de surf de neu:

## Medallistes

### Categoria masculina

#### Migtub

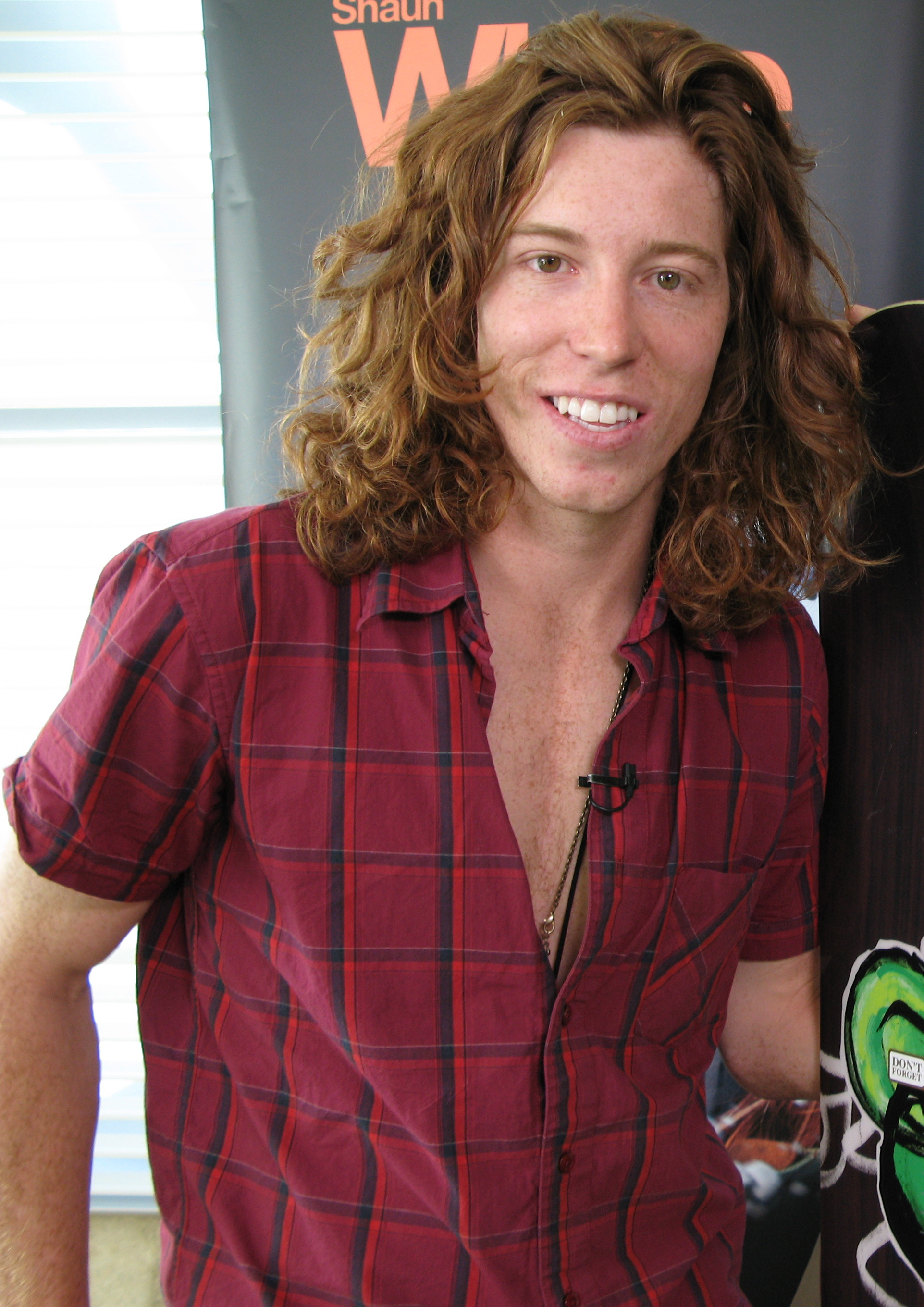
El nord-americà Shaun White, guanyador de dues medalles d'or en migtub.

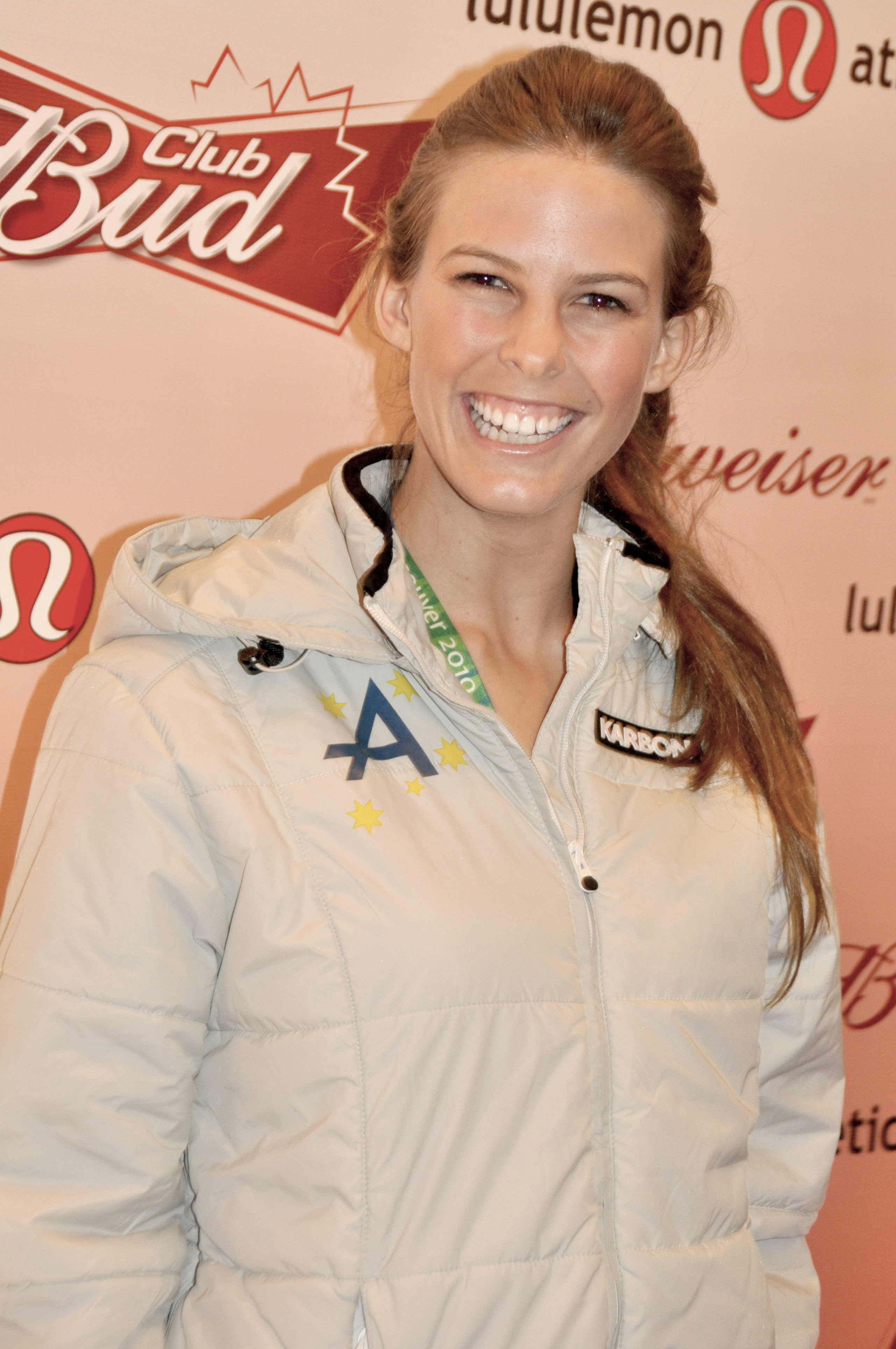
L'australiana Torah Bright, guanyadora de la prova migtub l'any 2010.

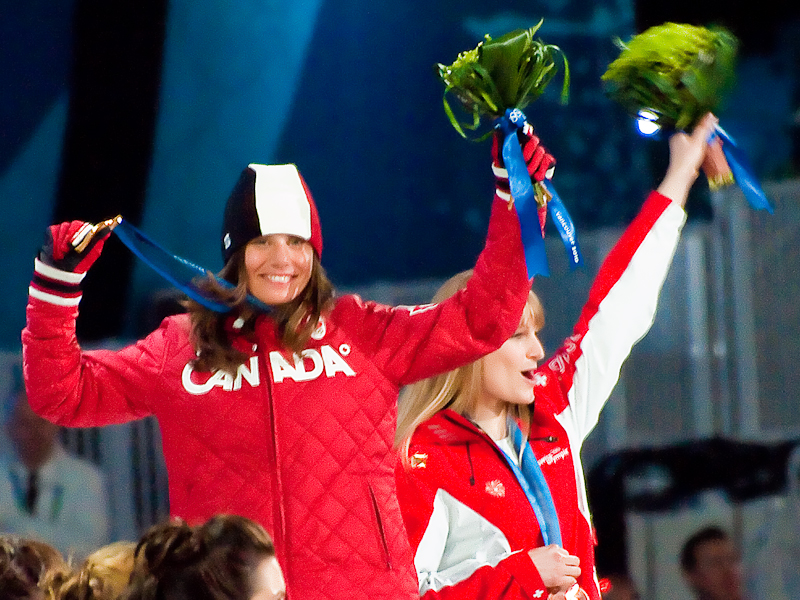
La canadenca Maëlle Ricker, guanyadora de la medalla d'or en camp a través a Vancouver.

| Edició                      | Or                 | Argent          | Bronze        |
| Nagano 1998 Detalls         | Gian Simmen        | Daniel Franck   | Ross Powers   |
| Salt Lake City 2002 Detalls | Ross Powers        | Daniel Kass     | Jarret Thomas |
| Torí 2006 Detalls           | Shaun White        | Daniel Kass     | Markku Koski  |
| Vancouver 2010 Detalls      | Shaun White        | Peetu Piiroinen | Scott Lago    |
| Sotxi 2014 Detalls          | Iouri Podladchikov | Ayumu Hirano    | Taku Hiraoka  |

#### Eslàlom paral·lel
| Edició                      | Or                 | Argent              | Bronze            |
| Salt Lake City 2002 Detalls | Philipp Schoch     | Richard Richardsson | Chris Klug        |
| Torí 2006 Detalls           | Philipp Schoch     | Simon Schoch        | Siegfried Grabner |
| Vancouver 2010 Detalls      | Jasey-Jay Anderson | Benjamin Karl       | Mathieu Bozzetto  |
| Sotxi 2014 Detalls          | Vic Wild           | Žan Košir           | Benjamin Karl     |

#### Eslàlom gegant paral·lel
| Edició             | Or       | Argent          | Bronze    |
| Sotxi 2014 Detalls | Vic Wild | Nevin Galmarini | Žan Košir |

#### Camp a través
| Edició                 | Or              | Argent             | Bronze               |
| Torí 2006 Detalls      | Seth Wescott    | Radoslav Židek     | Paul-Henri de Le Rue |
| Vancouver 2010 Detalls | Seth Wescott    | Mike Robertson \|  | Tony Ramoin          |
| Sotxi 2014 Detalls     | Pierre Vaultier | Nikolay Olyunin \| | Alex Deibold         |

#### Slopstyle
| Edició             | Or              | Argent         | Bronze        |
| Sotxi 2014 Detalls | Sage Kotsenburg | Ståle Sandbech | Mark McMorris |

### Categoria femenina

#### Migtub
| Edició                      | Or                 | Argent              | Bronze            |
| Nagano 1998 Detalls         | Nicola Thost       | Stine Brun Kjeldaas | Shannon Dunn      |
| Salt Lake City 2002 Detalls | Kelly Clark        | Doriane Vidal       | Fabienne Reuteler |
| Torí 2006 Detalls           | Hannah Teter       | Gretchen Bleiler    | Kjersti Buaas     |
| Vancouver 2010 Detalls      | Torah Bright       | Hannah Teter        | Kelly Clark       |
| Sotxi 2014 Detalls          | Kaitlyn Farrington | Torah Bright        | Kelly Clark       |

#### Eslàlom paral·lel
| Edició                      | Or                  | Argent              | Bronze         |
| Salt Lake City 2002 Detalls | Isabelle Blanc      | Karine Ruby         | Lidia Trettel  |
| Torí 2006 Detalls           | Daniela Meuli       | Amelie Kober        | Rosey Fletcher |
| Vancouver 2010 Detalls      | Nicolien Sauerbreij | Ekaterina Ilyukhina | Marion Kreiner |
| Sotxi 2014 Detalls          | Julia Dujmovits     | Anke Karstens       | Amelie Kober   |

#### Eslàlom gegant paral·lel
| Edició             | Or              | Argent          | Bronze          |
| Sotxi 2014 Detalls | Patrizia Kummer | Tomoka Takeuchi | Alena Zavarzina |

#### Camp a través
| Edició                 | Or            | Argent             | Bronze            |
| Torí 2006 Detalls      | Tanja Frieden | Lindsey Jacobellis | Dominique Maltais |
| Vancouver 2010 Detalls | Maëlle Ricker | Déborah Anthonioz  | Olivia Nobs       |
| Sotxi 2014 Detalls     | Eva Samková   | Dominique Maltais  | Chloé Trespeuch   |

#### Slopstyle
| Edició             | Or             | Argent         | Bronze      |
| Sotxi 2014 Detalls | Jamie Anderson | Enni Rukajärvi | Jenny Jones |

### Programa eliminat

#### Categoria masculina

##### Eslàlom gegant
| Edició              | Or              | Argent         | Bronze          |
| Nagano 1998 Detalls | Ross Rebagliati | Thomas Prugger | Ueli Kestenholz |

#### Categoria femenina

##### Eslàlom gegant
| Edició              | Or          | Argent       | Bronze        |
| Nagano 1998 Detalls | Karine Ruby | Heidi Renoth | Brigitte Köck |